# Кочетов Всеволод Онисимович
Всеволод Онисимович Кочетов (4 лютого 1912, місто Новгород, тепер Великий Новгород, Російська Федерація — покінчив життя самогубством 4 листопада 1973, місто Москва) — радянський письменник, головний редактор «Литературной газеты» та головний редактор журналу «Октябрь». Член Центральної Ревізійної комісії КПРС у 1956—1966 роках.

## Життєпис
Народився 22 січня (4 лютого) 1912 року в місті Новгороді в селянській родині. У 1927 році переїхав до Ленінграда, де жив його старший брат.
У 1931 році закінчив сільськогосподарський технікум у Ленінграді.
У 1931—1938 роках — агроном, науковий співробітник сільськогосподарської дослідної станції. Також працював на суднобудівній верфі в Ленінграді.
У 1938 році розпочалася його журналістська робота як кореспондента газети «Ленінградська правда». У роки німецько-радянської війни був на журналістській роботі, працював співробітником газет Ленінградського фронту.
Член ВКП(б) з 1944 року.
У післявоєнний період зайнявся письменницькою діяльністю, опублікував повість «На невських рівнинах» (1946), присвяченій подіям війни. Твори створював в жанрі соціалістичного реалізму і в дусі офіційного радянського патріотизму. Успіх Кочетову приніс опублікований в 1952 році роман «Журбіни», присвячений життю робітників судноверфі.
З лютого 1953 до грудня 1954 року — відповідальний секретар правління Ленінградської організації Спілки радянських письменників. З 1954 року став членом правління Спілки письменників СРСР.
У 1955 році переїхав до Москви. У 1955—1959 роках — головний редактор «Литературной газеты».
У 1960 — 4 листопада 1973 року — головний редактор журналу «Октябрь».
Був автором резонансних романів «Брати Єршови» (1958), «Секретар обкому» (1959—1961), «Товарищ агроном» (1961), «Чого ж ти хочеш?» (1969) написаних в дусі соціалістичного реалізму.
4 листопада 1973 року Кочетов покінчив життя самогубством на дачі в Передєлкіно, застрілившись з іменного пістолета Walther 7,62. На думку ряду дослідників, Кочетов вирішив добровільно піти з життя, відчуваючи важкі муки в результаті ракового захворювання. Похований на Новодівочому цвинтарі Москви.

## Нагороди і звання
- два ордени Леніна (3.02.1962; 28.10.1967)
- орден Жовтневої Революції (4.02.1972)
- орден Червоної Зірки (31.08.1944)
- медалі